# Črnec Biškupečki
Črnec Biškupečki – wieś w Chorwacji, w żupanii varażdińskiej, w mieście Varaždin. W 2011 roku liczyła 696 mieszkańców.